# Scriptores Rerum Lusaticarum
Die Scriptores Rerum Lusaticarum (deutscher Titel: Sammlung ober- und niederlausitzischer Geschichtschreiber) ist eine seit dem Jahr 1839 von der Oberlausitzischen Gesellschaft der Wissenschaften herausgegebene Schriftenreihe bis dahin ungedruckter historischer Chroniken ober- und niederlausitzischer Geschichtsschreiber. Das als Vorbild dienende erste Werk dieses Titels schrieb Christian Gottfried Hoffmann im Jahr 1719.

## Chronologie

### 1. Band (1719)
Das Projekt wurde durch Christian Gottfried Hoffmanns Werk mit ebendiesem Titel Scriptores Rerum Lusaticarum im Jahr 1719 im Auftrag des Zittauer Bürgermeisters Philipp Stoll und Bibliothekars Christian Altmann begründet. Hoffmanns Werk beinhaltet vornehmlich Schriften der Zittauer Ratsbibliothek. Das Buch behandelt unter anderem die Geschichte des Lausitzer Stammes (vgl. Lusitzi) und es sind die sogenannten Commentarii des Christopher Manlius enthalten. Die Oberlausitzische Gesellschaft der Wissenschaften zahlt diesen Band als den ersten Band der Scriptores Rerum Lusaticarum („SRL I“).

### 2. Band; Neue Folge I (1838)
Am 2. September 1835 beantragten Joachim Leopold Haupt, Gustav Köhler und Samuel Timotheus Thorer die Herausgabe der Scriptores rerum Lusaticarum. Ursprünglich hatten sie geplant eine mehrbändige Urkundensammlung herauszugeben, die durch Johann Gottlob Zobel in den Jahren 1799 und 1824 kategorisiert worden war. Dieser Aufgabe schien man sich aber auch aus finanziellen Gründen nicht gewachsen gesehen zu haben. Sie erfolgte dennoch schließlich im Jahr 1851 unter dem Titel Codex diplomaticus Lusatiae superioris.
Im Jahr 1838 erschien der erste Band der Neuen Folge der Scriptores Rerum Lusaticarum, herausgegeben von Joachim Leopold Haupt. Die Oberlausitzische Gesellschaft der Wissenschaften zählt diesen Band chronologisch als zweiten Band der Schriftenreihe („SRL II“). Er enthält beispielsweise die Jahrbücher des Zittauer Stadtschreibers Johann von Guben, die Görlitzer Annalen des Johannes Bereith von Jüterbog, mit den Annales Franciscanorum in Gorlitz und dem Kalendarium necrologicum fratrum minorum conventus in Goerlitz zwei Schriften im Zusammenhang mit den Görlitzer Franziskanermönchen, und die Aufzeichnungen des Martin von Bolkenhain über die Hussitenkriege in Schlesien und in der Lausitz.

### 3. Band; Neue Folge II (1841)
Schon im Jahr 1841 folgte der zweite Band der Neuen Folge, der die Görlitzer Ratsannalen von 1487 bis 1495, in zwei Teilen niedergeschrieben von Bernhard Melzer enthält. Der größere Teil besteht aus Urkundenabschriften, ein nicht zu vernachlässigender Teil aus Erläuterungen. Dieser Band wurde als „SRL III“ gezählt.

### 4. Band; Neue Folge III (2 Teilbände: 1950 und 1952)
Aufgrund der positiven Resonanz des zweiten Bandes beschloss man am 20. Dezember 1849 die Fortsetzung der Görlitzer Ratsannalen. In den Jahren 1850 und 1852 erschienen also zwei weitere Bände, herausgegeben von Theodor Neumann, beinhaltend die Görlitzer Ratsannalen, niedergeschrieben vom Görlitzer Stadtschreiber Johannes Hass. Der erste Band dieser Ratsannalen (1950) erstreckt sich über die Zeit von 1509 bis 1513, während der zweite Band (1952) eine Wiederholung des ersten Zeitraumes enthält und einen darauf folgenden zweiten Teil über die Jahre 1514 bis 1520. Die zugrundeliegende, anzunehmenderweise von Johannes Hass selbst verfasste Handschrift befindet sich in der Milichschen Bibliothek. Die Oberlausitzische Gesellschaft der Wissenschaften zählt die Ratsannalen von Johannes Hass als vierten Band der Scriptores Rerum Lusaticarum („SRL IV“) bzw. als dritten Band der Neuen Folge, unterteilt in zwei Lieferungen (1850 und 1852).

### 5. Band; Neue Folge IV (1870)
Im Jahr 1870 erschien der dritte Teil der Görlitzer Ratsannalen, herausgegeben von Ernst Emil Struve, der dem Autor der Chronik Johannes Hass im Vorwort einige bio- und bibliographische Inhalte widmete. Er beinhaltet hauptsächlich den dritten Teil der Ratsannalen von Johannes Hass über die Jahre 1521 bis 1542, zählt als vierter Band der Neuen Folge bzw. der fünfte Band („SRL V“) der Scriptores Rerum Lusaticarum.

### Bände 6–8 (2011–2013)
Nach dem ursprünglichen Werk Hoffmanns und den vier Neuen Folgen der Scriptores Rerum Lusaticarum schien die Reihe ein ganzes Jahrhundert abgeschlossen worden zu sein.
Im Jahr 2011 belebte die Oberlausitzer Gesellschaft der Wissenschaften das Konzept wieder und brachte in den Jahren 2011 bis 2013 drei weitere Bände der Scriptores Rerum Lusaticarum über die Chroniken Schlesiens, Zittaus bzw. Kamenz heraus.

## Trivia
In der Zeitschrift für Preußische Geschichte (1871) und Landeskunde machte ein nur mit den Initialen genannter Autor H. M. auf die verwirrende Zählweise im von E. E. Struve herausgegebenen Band aufmerksam, der einerseits angibt, der dritte vierte Band der Görlitzer Ratsannalen zu sein, andererseits der dritte Band. M. tendierte dagegen zur Zählweise, dass dieser Band eher der zweite im Druck erschienene Band der Ratsannalen des Johannes Hass sei.
Die Verwirrung setzt sich weiter auf der Website der Oberlausitzischen Gesellschaft der Wissenschaften, wo der Band mit Bernhard Melzers Chronik als Werk aus dem Jahr 1839 statt dem tatsächlichen Jahr 1841 ausgegeben wird. Der Band wird unterteilt in zwei angebliche „Lieferungen“ während jeweils auf das identische Digitalisat verwiesen wird und zwei identische Titelblätter angezeigt werden. Der Herausgeber Joachim Leopold Haupt, der sich in beiden Bänden auch als Autor des Vorworts nannte, wird irrtümlicherweise als „C. L. Haupt“ angegeben. Die Bezeichnung Leopold Haupts mit „C. L. Haupt“ ist tatsächlich schon bei E. E. Struve (1870) zu lesen.

## Einzelbände
- Ursprünglicher Band: Christian Gottfried Hoffmann, 1719. bsb
- 1. Band (Neuer Folge Erster Band). Herausgeber: Oberlausitzische Gesellschaft der Wissenschaften. 1839. Joachim Leopold Haupt Archive.org
- 2. Band (Neuer Folge Zweiter Band). Herausgeber: Oberlausitzische Gesellschaft der Wissenschaften, 1841. https://www.digitale-sammlungen.de/de/view/bsb10003340?page=5
- 3. Band (Neuer Folge Dritter Band). Herausgeber: Oberlausitzische Gesellschaft der Wissenschaften, Theodor Neumann, Johannes Hass Ratsannalen Band 1 (I. Bandes, I. Haelfte). 1850. archive.org
- 3. Band (Neuer Folge Dritter Band). Herausgeber: Oberlausitzische Gesellschaft der Wissenschaften, Johannes Hass Ratsannalen, Band 2 (I. und II. Band), 1852. archive.org
- 4. Band (Neuer Folge Vierter Band): Herausgeber: Oberlausitzische Gesellschaft der Wissenschaften, Johannes Hass, Struve. Johannes Hass Ratsannalen, Dritter Band. 1870. Google-books
- Chronicon Silesiae. Herausgeber: Lars-Arne Dannenberg und Mario Müller in Verbindung mit Annegret Jatzwauk, Steffen Jatzwauk und Sebastian Müller. 2011.
- Annalen der Stadt Kamenz. Herausgeber: Lars-Arne Dannenberg. Nach Caspar Haberkorn. 2012.
- Chronik der Stadt Zittau 1255–1623. Herausgeber: Tino Fröde 2013